# Ignace Murwanashyaka
Ignace Murwanashyaka   (Butare, 14 de maig de 1963 - Mannheim, 16 d'abril de 2019) va ser el líder de les Forces Democràtiques d'Alliberament de Ruanda (FDLR), un grup rebel hutu de Ruanda que absorbí un nombre de militars responsables del genocidi de Ruanda i que opera a la República Democràtica del Congo. Les FDLR són responsables de violacions a gran escala dels drets humans i de crims contra la humanitat, inclosa la violació a gran escala.

## Biografia
Murwanashyaka va néixer a Butare i va estudiar ciències econòmiques a Alemanya Occidental, inclòs un doctorat, i hi va viure des de 1989, en asil des de l'any 2000. Va estar casat amb una dona alemanya i té fills amb ella. Des del 2001 havia estat viatjant entre Alemanya i la República Democràtica del Congo. El novembre de 2005 va estar en la llista negra de les Nacions Unides per violar un embargament d'armes destinat a promoure la pau a la República Democràtica del Congo i fou sotmès a una prohibició de viatges i congelació d'actius.
Va ser arrestat el 7 d'abril de 2006 a Mannheim, Alemanya per violació de les lleis d'immigració i fou alliberat poc després. El 26 de maig de 2006 es va obrir una investigació preliminar contra ell per "Sospita inicial d'implicació en crims contra la humanitat a la República Democràtica del Congo", però l'acusació ha estat abandonada. Ruanda va indicar que demanaria la seva extradició per presumptes delictes comesos durant el genocidi ruandès i ha emès una ordre de detenció.
Va ser arrestat de nou el 17 de novembre de 2009 per les autoritats alemanyes. El judici contra ell i el seu suposat ajudant Straton Musoni va començar el 4 de maig de 2011 davant l'Oberlandesgericht a Stuttgart. Són acusats de diversos càrrecs de crims de guerra i de crims contra la humanitat segons l'alemany Völkerstrafgesetzbuch. El seu judici és el primer a Alemanya per crims contra aquesta llei. En setembre de 2015, els acusats van ser condemnats a 13 i 8 anys de presó.
El 2019 va morir en un hospital alemany després que la seva salut es deteriorés ràpidament.